# James Abercrombie
Pour les articles homonymes, voir Abercrombie et Abercromby.
James Abercrombie ou Abercromby, né en 1706 à Glassaugh (Banffshire, Écosse) et mort le 23 avril 1781 à Stirling, était un général britannique. Né au sein d'une riche famille, il devient le commandant en chef des forces britanniques en Amérique du Nord. Ses troupes furent défaites par les forces françaises, pourtant largement inférieures en nombre, à la bataille de Fort Carillon, en 1758, pendant la guerre de Sept Ans.

## Biographie
Abercrombie était arrivé à son poste grâce à son influence politique et non pas par ses qualités militaires. Lorsque le brigadier général George Howe, "véritable chef" des troupes de Sa Majesté, est tué le 7 juillet 1758 lors de la bataille de Fort Carillon, l'incompétence d'Abercrombie est révélée au grand jour. À Fort Carillon, son erreur principale fut de ne pas avoir positionné son artillerie en batterie, ce qui aurait sans doute pu causer de lourdes pertes aux Français assiégés. Toutefois, Abercrombie pressé par l'obtention d'une victoire rapide, ne sut pas analyser le terrain correctement et surestima l'influence du nombre de Britanniques sur les Français.
Pris de panique, Abercrombie fit retraite au sud du Lake George. Il fut relevé de son commandement la même année et sera remplacé par Jeffery Amherst. Abercrombie regagnera l'Angleterre en 1759. À son retour, il siégea comme membre du Parlement, et il soutint la politique coercitive envers les colonies américaines.